# Кифяк Василь Федорович
Кифяк Василь Федорович (нар. 20 серпня 1952) — український вчений, громадський діяч.

## Кар'єра та нагороди
Заступник директора з науково-методичної роботи, міжнародних зв'язків та інноваційного розвитку Чернівецького торговельно-економічного інституту КНТЕУ. Доктор економічних наук, професор. Заслужений працівник культури, Почесний працівник туризму України, лауреат премій ім. Ю. Федьковича та О. Поповича.
В 2012 році, з нагоди 60-річчя та за заслуги перед територіальною громадою м. Чернівців, вагомий особистий внесок у розвиток туристичної галузі, освіти і науки, підвищення іміджу міста нагороджено медаллю «На славу Чернівців». У 2021 році  присвоєно звання  "Почесний громадянин міста Чернівців"
Автор ідей муніципального розвитку «Сурмач на ратуші» [Архівовано 4 Жовтня 2016 у Wayback Machine.] та "Світло Панської вулиці" в Чернівцях.

## Наукові роботи
Василь Кифяк є автором понад 180 наукових та навчально-методичних праць. Серед яких  навчальні посібники для студентів вищих навчальних закладів «Організація туристичної діяльності в Україні» (2003 р.) і «Організація туризму» (2008 р.) з грифом Міністерства освіти і науки України, 9 колективних монографій та  одноосібна монографія «Стратегія розвитку територіальних рекреаційних систем: теорія, методологія, практика».

## Спорт
Грає в настільний теніс.